# Chaviães e Paços
Chaviães e Paços (oficialmente: União das Freguesias de Chaviães e Paços) é uma freguesia portuguesa do município de Melgaço, com 8,48 km² de área e 559 habitantes (censo de 2021). A sua densidade populacional é 65,9 hab./km².

## História
Foi criada aquando da reorganização administrativa de 2012/2013,  resultando da agregação das antigas freguesias de Chaviães e Paços.

## Demografia
A população registada nos censos foi:
| Distribuição da População por Grupos Etários | Distribuição da População por Grupos Etários | Distribuição da População por Grupos Etários | Distribuição da População por Grupos Etários | Distribuição da População por Grupos Etários | Distribuição da População por Grupos Etários |
| -------------------------------------------- | -------------------------------------------- | -------------------------------------------- | -------------------------------------------- | -------------------------------------------- | -------------------------------------------- |
| Antes da agregação                           |                                              |                                              |                                              |                                              |                                              |
| Ano                                          | 0-14 anos                                    | 15-24 anos                                   | 25-64 anos                                   | >= 65 anos                                   | Total                                        |
| 2001                                         | 81                                           | 82                                           | 381                                          | 266                                          | 810                                          |
| 2011                                         | 42                                           | 61                                           | 315                                          | 284                                          | 702                                          |
| Após a agregação                             |                                              |                                              |                                              |                                              |                                              |
| Ano                                          | 0-14 anos                                    | 15-24 anos                                   | 25-64 anos                                   | >= 65 anos                                   | Total                                        |
| 2021                                         | 39                                           | 29                                           | 232                                          | 259                                          | 559                                          |